# Euronymous
Euronymous, pseudônimo de Øystein Aarseth (22 de março de 1968 – Oslo, 10 de agosto de 1993), foi um guitarrista norueguês que atuou principalmente na banda Mayhem. Ele foi pioneiro no heavy metal nórdico e formador da cena do black metal norueguês, além de ter sido dono da gravadora Deathlike Silence e da loja de discos chamada Helvete.
Após uma briga por motivos que geram debate até hoje, ele acabou sendo assassinado em agosto de 1993 por Varg Vikernes, outro músico do gênero, da banda Burzum.
Devido a sua importância para o metal extremo e estilo de tocar inovador, Euronymous foi eleito pela revista especializada Guitar World como o 51º maior guitarrista de heavy metal de todos os tempos, à frente de nomes como Steve Vai e Pete Townshend.
Fenriz já afirmou que Øystein foi o criador do típico riff comumente usado por bandas de black metal. Durante uma entrevista ao documentário norte-americano Until The Light Takes Us (lançado em 2009) ele explicou: "Euronymous inventou o típico riff de Black Metal norueguês. Deriva em parte do Bathory, mas era uma nova forma de tocar um riff que não havia realmente sido feita e estilizada por ninguém antes. Foi o que Euronymous fez. Você tem um acorde. Você não toca um a um, você toca um a um e em cima e embaixo e as notas soam juntas para que você tenha todas essas notas estranhas soando ao mesmo tempo, criando esse incrível som estranho que dá um baita arrepio na espinha".
Embora tenha sido assassinado por Varg Vikernes por desavenças pessoais, o próprio líder do Burzum reconhecia o talento musical de Euronymous. Durante o período de gravação do CD De Mysteriis Dom Sathanas em que foi baixista do Mayhem, Varg afirmava que Euronymous era um "gênio musical" e sempre fazia a maior parte das músicas da banda.

## Biografia

### 1984–1991
Euronymous formou o Mayhem em 1984 juntamente com o baixista Necrobutcher e o baterista Manheim. Nessa época ele usava o nome de "Destructor", mudando posteriormente para Euronymous, que deriva do demônio Eurynomos.
No verão de 1986, Euronymous, Necrobutcher e Jon 'Metalion' Kristiansen visitaram a banda de thrash metal alemã Assassin e gravaram a demo Metalion in the Park sob o nome Checker Patrol. Metalion contribuiu com backing vocals para a faixa título Metalion in the Park.
Em 1988, Per "Dead" Ohlin tornou-se vocalista do Mayhem e Jan Axel 'Hellhammer' Blomberg tornou-se o baterista. Em 1990, os membros do Mayhem passaram a morar em uma casa numa floresta próxima a Kråkstad, a qual era usada para os ensaios da banda. O baixista Necrobutcher disse que, após viverem juntos por um período, Dead e Euronymous "se estressavam muito um com o outro" e "não eram amigos de verdade na época". Hellhammer recorda que uma vez Dead foi dormir na floresta porque Euronymous estava tocando música sintetizada que Dead odiava. Euronymous, então, saiu da casa e começou a atirar no ar com uma espingarda. Varg Vikernes afirma que Dead chegou a esfaquear Euronymous, certa vez.
Em 8 de Abril de 1991, o vocalista Dead cometeu suicídio na casa da banda. Dead foi encontrado por Euronymous, que viu-o com seus pulsos e pescoço cortados e com um ferimento de espingarda na cabeça. Antes de chamar a polícia, ele entrou em uma loja e comprou uma câmera descartável com a qual fotografou o corpo, após rearranjar alguns itens. Uma dessas fotografias seria usada como capa do bootleg ao vivo chamado Dawn of the Black Hearts. Necrobutcher recorda-se de como Euronymous contou a ele sobre o suicídio:
Øystein me chamou no dia seguinte... e disse: "Dead fez algo realmente legal! Ele se matou". Eu pensei, "você perdeu o juízo? Como assim fez algo legal?". Ele disse: "Relaxa, eu tirei fotos de tudo". Eu estava em choque e aflito. Ele estava somente pensando em como explorar isto. Então eu disse a ele: "OK. Nunca mais me chame antes de destruir estas fotos".

Euronymous usou o suicídio de Dead para gerar uma imagem "maligna" para o Mayhem e declarar que Dead se matou porque o black metal havia tornado-se muito "modinha" e comercial. Na época, surgiram boatos de que Euronymous teria feito um ensopado com pedações do cérebro de Dead e tinha feito colares com pedaços de seu crânio. Posteriormente a banda negou o primeiro boato, mas confirmaram que o segundo era verdade um tempo depois. Além disso, Euronymous afirmara que tinha dado estes colares a músicos que ele julgava dignos, o que foi confirmado por inúmeros membros da cena, como Bård 'Faust' Eithun e Metalion.
O baixista Necrobutcher especulou que pegar as fotografias e forçar os outros a verem era uma maneira de Euronymous lidar com o impacto de ver seu amigo morto. Ele alegou que Euronymous "entrou num mundo de fantasia". Necrobutcher também notou que "as pessoas começaram a ficar mais cientes da cena do black metal após Dead se matar... Eu acho que foi o suicídio dele que realmente mudou a cena". O baterista Faust do Emperor acredita que foi o suicídio de Dead "marcou o ponto no qual, sob a direção de Euronymous, o black metal iniciou sua obsessão com toda aquela coisa satânica e obscura". Kjetil Manheim afirma que, após o suicídio, Euronymous "tentou ser tão extremo quanto ele falava". As ações de Euronymous causaram um atrito entre ele e alguns de seus amigos, os quais reprovaram sua atitude correlativas à morte de Dead antes e depois do ocorrido. Necrobutcher terminou sua amizade com Euronymous em tal ponto. Desse modo, o Mayhem havia ficado apenas com dois membros: Euronymous na guitarra e Hellhammer na bateria. Stian 'Occultus' Johannsen foi recrutado como novo baixista e vocalista. Entretanto, ele permaneceu pouco tempo no grupo: ele saiu da banda após recebeu uma ameaça de morte vinda de Euronymous.

### 1991–1993

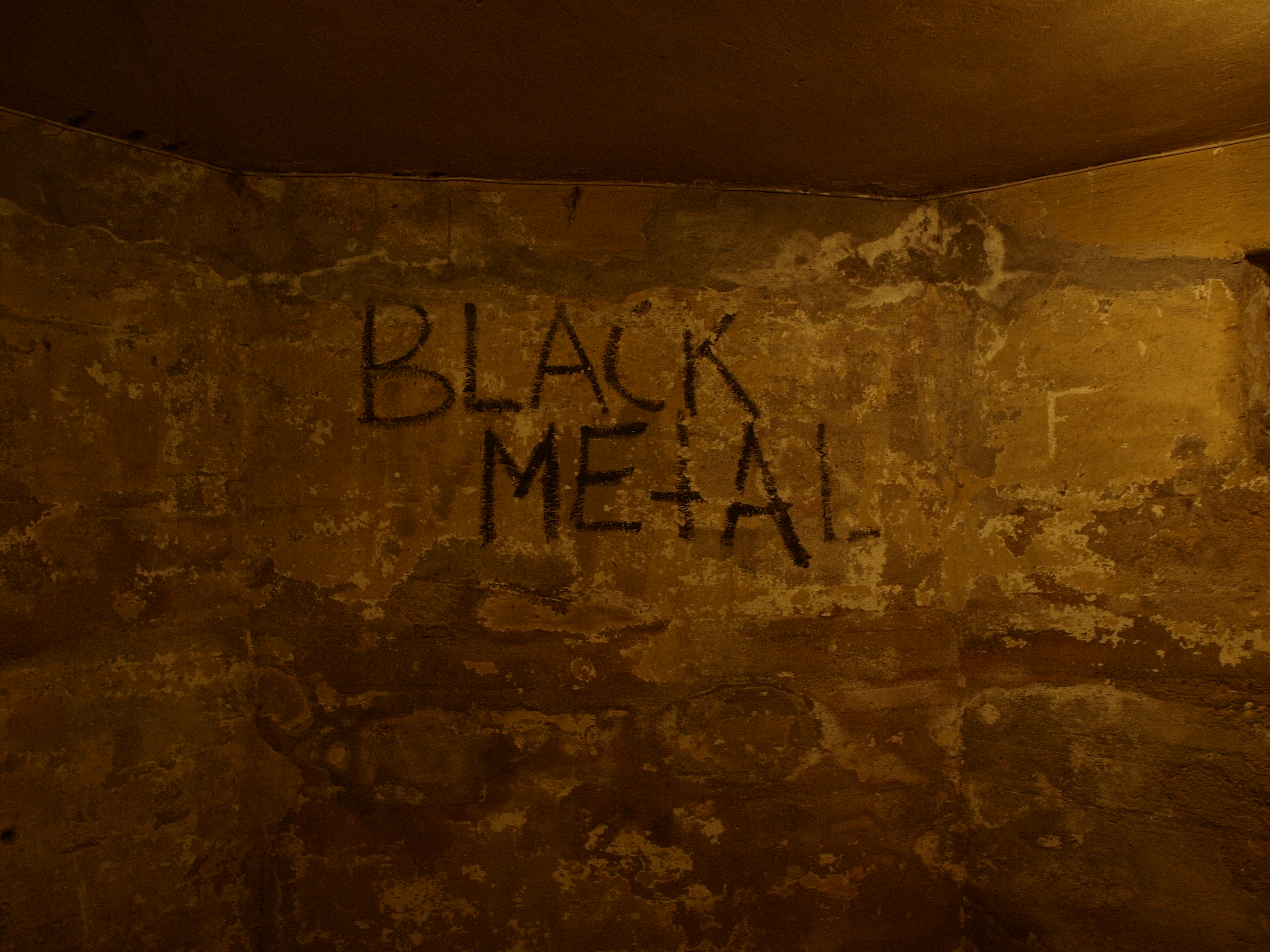
O porão da antiga loja de Euronymous, mostrando um grafite do início dos anos 1990. Até os dias atuais é ponto de "turismo" para fãs de Black Metal ao redor do mundo, inclusive músicos famosos já foram fotografados recentemente no local (Nocturno Culto e Maniac, por exemplo)

Entre maio/junho de 1991, Euronymous abriu uma loja de discos chamada Helvete (norueguês para "inferno"). A loja ficava no número 56 em Schweigaards, Oslo. Os músicos do black metal norueguês frequentemente se reuniam na loja e no porão dela, tais como membros do Mayhem, Darkthrone, Enslaved, Emperor, Burzum, e Thorns. Segundo Fenriz, o grupo que frequentava a Helvete "não passava de 15 pessoas ou algo do gênero".
Euronymous também formou uma gravadora independente chamada Deathlike Silence Productions (nome baseado em uma música do Sodom do CD Obsessed by Cruelty), que tinha como base a Helvete. Foram lançados por ela álbuns das bandas norueguesas Mayhem e Burzum, e das suecas Merciless e Abruptum.
Euronymous, Varg, e o guitarrista do Emperor, Tomas 'Samoth' Haugen, viveram na Helvete em diversos momentos. O baterista do Emperor, Bård 'Faust' Eithun, também morou e trabalhou ali. Além disso, o guitarrista Tore Bratseth da banda norueguesa Old Funeral já dormiu uma vez na loja. As paredes da empresa eram pintadas de preto e ornamentadas com armas medievais, pôsteres de bandas, e vinis coloridos, enquanto a janela era realçada com poliestireno de jazigo.

De acordo com Stian 'Occultus' Johannsen, o espaço que Euronymous alugou "era muito grande e o aluguel era bem caro". Essa é a razão pela qual não deu tão certo. Apenas uma pequena parte da construção foi usada como loja propriamente dita. Euronymous fecharia a Helvete no início de 1993 quando ela começou a chamar a atenção da polícia e da mídia. Mesmo assim, durante o tempo em que esteve aberta veio a ser o ponto principal do cenário do black metal norueguês. Daniel Ekeroth escreveu em 2008:
Dentro de poucos meses [da abertura da Helvete], muitos músicos jovens ficaram obcecados com Euronymous e suas ideias, e logo um monte de bandas de death metal norueguesas transformaram-se em bandas de black metal: o Amputation tornou-se Immortal; o Thou Shalt Suffer tornou-se Emperor; e o Darkthrone trocou o seu death metal "sueco" por um black metal primitivo. Mais notoriamente, o guitarrista Varg Vikernes do Old Funeral havia saído do grupo para dar origem à sua própria criação, o Burzum.
Ao livro "Black Metal - Evolution of The Cult", o vocalista Garm da banda Ulver recorda: "A loja era um ponto de encontro social para as pessoas e um lugar para pegar álbuns e ter algumas ideias. Você não pode realmente subestimar a influência da Helvete e Euronymous nos dias de formação do Black Metal na Noruega". No referido livro também é mencionado que a loja é creditada como um dos fenômenos que ajudou a banda norueguesa Mysticum ser introduzida ao Black Metal.

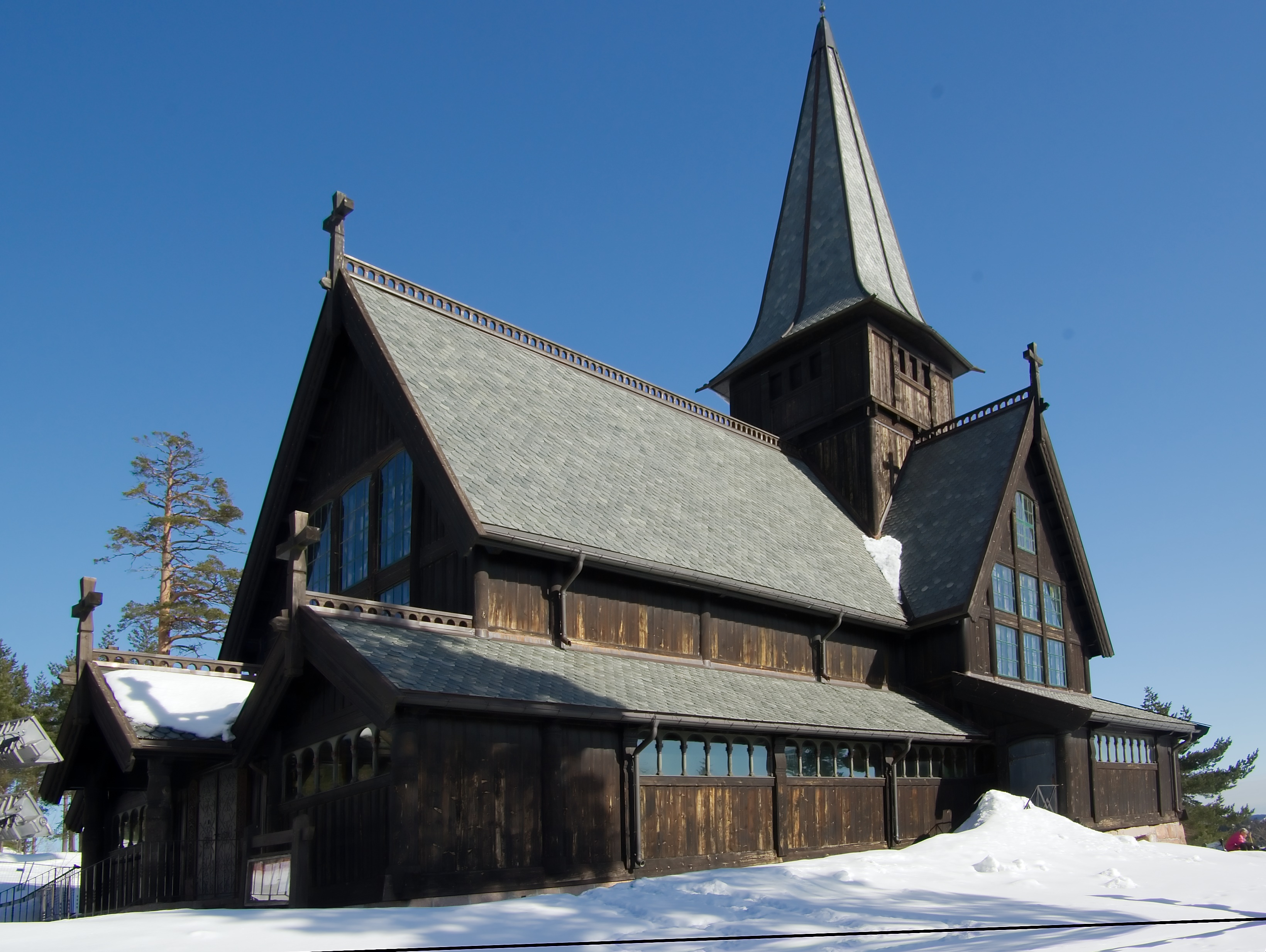
Euronymous participou do incêndio da capela Holmenkollen.

Euronymous "acolheu Vikernes, que era cinco anos mais novo que ele: convidou-o para tocar baixo com o Mayhem e se ofereceu para lançar seu trabalho com o Burzum". Entretanto, a relação que era, até então, de amizade, tornou-se uma rivalidade. Olhando para trás, Faust disse: "Soa meio bobo, mas eu acho que houve um pouco de uma competição entre eles para ver quem poderia ser mais mau. Criou-se uma situação bem complicada, especialmente para Euronymous, que visava o glamour e o showbiz. Com ele, havia muito mais fumaça do que fogo".
Em 6 de junho de 1992, a Igreja de madeira de Fantoft foi destruída por um incêndio. Vikernes é fortemente suspeito de ser o culpado do caso, mas nunca foi condenado. Após isto, houve uma onda de incêndios a igrejas pela Noruega, perpetrada por músicos e fãs do black metal norueguês. Euronymous esteve presente no incêndio da capela Holmenkollen junto a Vikernes e Faust, que foram condenados depois que Euronymous estava morto. Faust acredita que Euronymous envolveu-se porque "sentia que tinha de provar que podia fazer parte da coisa toda e não apenas ficar observando". Para coincidir com o lançamento do disco De Mysteriis Dom Sathanas do Mayhem, Vikernes e Euronymous supostamente teriam planejado destruir a catedral Nidaros, a qual aparece na capa do disco em questão. A morte de Euronymous em agosto de 1993 pôs fim a esse plano e estagnou o lançamento do álbum. Em uma entrevista de 1993 a uma rádio sueca, Euronymous falou sobre as queimas de igrejas:
Eles precisam sentir que há um poder maligno e obscuro presente que eles têm que lutar, o qual... irá torná-los mais extremos. Também acreditamos que quando uma igreja é queimada, não apenas os cristãos sofrem, mas as pessoas num geral. Imagine uma linda igreja histórica... o que acontece quando ela queima? Os cristãos se desesperam, a casa de Deus é destruída e as pessoas sofrerão com aflição porque algo bonito foi destruído. Então você acaba espalhando o desespero e a tristeza, o que é algo bom.
Em janeiro de 1993, um artigo de um dos maiores jornais impressos da Noruega, o Bergens Tidende (BT), trouxe a cena do black metal para os holofotes da mídia. Numa entrevista anônima, 'Count Grishnackh' (Vikernes) declarou que queimou as igrejas e matou um homem em Lillehammer. De acordo com Vikernes, a entrevista anônima foi planejada por ele e Euronymous com intento de espalhar o medo, promovendo o black metal e atraindo consumidores para a Helvete. Ele adicionou que a entrevista não revelou nada que pudesse comprovar seu envolvimento em qualquer crime. Entretanto, na hora que o artigo foi publicado, Vikernes já havia sido preso. Alguns dos outros membros da cena também foram presos e interrogados, mas todos foram liberados por falta de evidência. Vikernes foi solto em março de 1993, também por falta de provas.
Pouco tempo após este episódio, Euronymous decidiu fechar a Helvete quando começou a atrair a atenção da polícia e da mídia. Vikernes e os autores do Lords of Chaos declararam que os pais de Euronymous o pressionaram a fechar a loja.

### Morte e consequências
No início de 1993, um clima tenso surgiu entre Euronymous e Vikernes, e entre Euronymous e o black metal sueco.
Na noite de 10 de agosto de 1993, Varg Vikernes e Snorre Ruch (Blackthorn) viajaram de Bergen até o apartamento de Euronymous em Tøyengata, Oslo. O encontro resultou em uma discussão e, após um confronto, Varg esfaqueou-o até à morte. O corpo foi encontrado numa escada fora do apartamento com 23 lesões de facadas - duas na cabeça, cinco no pescoço e 16 nas costas. Inicialmente, a mídia culpou a cena do black metal sueco pelo assassinato de Euronymous.
Foi especulado que o assassinato fosse resultado de uma disputa contratual/financeira sobre as gravações do Burzum, ou uma tentativa de suplantar o esfaqueamento em Lillehammer. Vikernes negou todas as acusações, alegando ter atacado Euronymous apenas para se defender. Ele disse que Euronymous havia planejado atordoá-lo com uma arma de choque, amarrá-lo e torturá-lo até à morte enquanto gravaria o ocorrido em vídeo. Vikernes explica: "Se ele estivesse falando sobre isso para todo mundo eu não levaria a sério. Mas ele teria dito para apenas um grupo seleto de amigos, e um deste contou a mim". Ele disse que Euronymous planejava usar um encontro sobre assuntos da gravadora para emboscá-lo. Blackthorn ficou do lado de fora fumando, enquanto Vikernes subiu as escadas até o apartamento de Euronymous no quarto andar. Vikernes disse que encontrou Euronymous na porta e entregou o contrato em mãos, mas quando ele avançou e confrontou Euronymous, este "entrou em pânico" e chutou-o no peito. Os dois iniciaram uma briga que resultou no esfaqueamento fatal de Euronymous por Vikernes.
Varg alega que a maioria dos ferimentos no corpo de Euronymous foram causados porque ele caiu sobre vidros quebrados que caíram no chão enquanto os dois se confrontavam. Depois do assassinato, Vikernes e Blackthorn dirigiram de volta até Bergen. No caminho, eles pararam em um lago no qual Vikernes livrou-se de suas roupas ensanguentadas. Bard Faust e outros membros da cena duvidam desta versão da história.
De acordo com Varg, Blackthorn o acompanhou apenas para mostrar a Euronymous alguns riffs novos de guitarra e que "estava no lugar errado a hora errada". Blackthorn afirma que, no verão de 1993, ele quase foi para um hospital psiquiátrico mas fugiu para Bergen e ficou com Vikernes. Ele disse que Vikernes planejou assassinar Euronymous e pressionou ele para ir junto. Sobre o crime, Snorre Ruch disse: "Eu não era nem a favor nem contra ele. Eu não me importava nem um pouco com o Øystein". Vikernes chamou a declaração de Blackthorn de "uma defesa […] para se certificar de que eu não poderia culpá-lo [pelo crime]".
Varg foi preso em 19 de agosto de 1993 em Bergen. Muitos outros membros da cena, incluindo Blackthorn e Faust, também foram levados para o interrogatório. O julgamento começou em 2 de maio de 1994. No julgamento foi declarado que ele, Blackthorn e outro amigo tinham planejado o assassinato. A terceira pessoa permaneceu no apartamento em Bergen como álibi. Para fazer parecer que eles nunca teriam saído de Bergen, ele teve que alugar filmes, reproduzi-los no apartamento e retirar dinheiro do cartão de crédito de Varg. Em 16 de maio de 1994, Vikernes foi sentenciado a 21 anos de prisão (pena máxima na Noruega) pelo assassinato de Euronymous, por incendiar três igrejas, por tentar incendiar uma quarta igreja, e por roubar e armazenar 150 kg de explosivos. Contudo, ele apenas confessou a última acusação. Duas igrejas foram queimadas no dia da sentença, uma presumível "declaração simbólica de apoio". Quando foi dado o veredito, Varg sorriu para algumas câmeras; essa imagem foi amplamente reproduzida da imprensa norueguesa. Blackthorn foi sentenciado a 8 anos de prisão por cumplicidade.
No funeral de Euronymous, Hellhammer (então baterista do Mayhem) e Necrobutcher (baixista original do Mayhem) decidiram continuar com a banda e trabalharam para o lançamento do álbum De Mysteriis Dom Sathanas. Antes de lançá-lo, a família de Euronymous pediu a Hellhammer que removesse as faixas de baixo gravadas por Vikernes. Hellhammer disse: "Pensei que fosse apropriado que o assassino e a vítima estivessem na mesma gravação. Eu prometi que regravaria as partes do baixo, mas nunca o fiz". O álbum, que tinha Euronymous na guitarra e Vikernes no baixo, foi finalmente lançado em maio de 1994.
Uma parte da cena norueguesa considerou Vikernes um traidor por matar Euronymous e virar as costas para o Satanismo e abraçar o nacionalismo e Odinismo, embora Varg tenha afirmado que ele nunca foi satanista e apenas usava o nome do Diabo para provocar. Eles viram a morte de Euronymous como uma perda significativa para o movimento, e alguns fãs de Black Metal "juraram vingar a morte de Aarseth". Alguns anos após o crime, Ihsahn (do Emperor) disse: "Não há mais disciplina no movimento, como antigamente ao redor da loja". Após a morte, uma nova geração de músicos tentaram ganhar credibilidade "endeusando" Euronymous, apesar de também ser chamado de "o Rei" ou "Pai do Black Metal" por bandas formadas antes dessa nova geração. Todavia, muitos amigos de Euronymous e colegas de banda "falavam do assassinato com um tom de indiferença".
O livro Lords of Chaos comenta: "o que é surpreendente [...] é como eles pouco se importam com a vida e morte um do outro". No livro, Hellhammer, Ihsahn e Samoth declaram que a morte de Euronymous não os afetou ou pelo menos não os chocou. Anders Odden (amigo de Euronymous na época) disse que "não foi estranho que ele tenha acabado sendo morto. Ele pensava que podia ameaçar matar pessoas sem ter nenhuma consequência". Ele adiciona: "eu acho que muitas pessoas sentiram-se aliviadas quando ele se foi". O escritor e músico Erlend Erichsen concordou, dizendo que "não havia mais ninguém para chefiá-los. A 'polícia do black metal' tinha acabado".
Nocturno Culto do Darkthrone explica que "(...) talvez ele tenha tentado controlar e mandar um pouco demais. Então eu me mudei de Oslo em 1992 porque eu não gostava do tipo de sociedade que se desenvolveu dentro da área dele, você sabe, pois eles eram como um bando de ovelhas que tentaram segui-lo e eu me afastei disso. Então eu me mudei para longe, muito longe. Eu senti que eles eram uma interferência para mim. Tenho que estar sozinho para fazer algo e ter inspiração, pois quando você apenas sai com as mesmas pessoas o tempo todo, você perde um pouco o chão. Então eu apenas fiquei farto. Quando Euronymous foi assassinado eu não me senti triste ou qualquer coisa porque ele realmente não era meu amigo naquela época".
Em 1994, ao conceder uma entrevista ao fanzine Petrified nº 3, o baterista do Emperor Bård Faust foi inquirido sobre como seria o cenário na Noruega após a morte de Øystein. Faust, que era amigo de Euronymous, respondeu que "Algumas pessoas pensaram que isso era o fim da cena norueguesa de Black Metal, mas nada é mais errado. Todas as bandas estão ficando mais unidas agora do que antes e agora sabemos em quem podemos confiar e em quem não podemos".
O fundador do Gorgoroth, Infernus, foi perguntado em 1996 (pelo zine Circle Of The Tyrants #1) se Euronymous era visto como o líder do Black Metal. Na ocasião, ele respondeu: "Sim, definitivamente. Ele era como se fosse um irmão para mim. Ele tinha uma personalidade muito forte. Sua morte foi a maior perda que poderia ter acontecido para a cena norueguesa".
Em 1996, o músico Roberto Mammarella da banda italiana Monumentum, que conhecia Øystein apenas por meio da troca de cartas, foi indagado pelo fanzine Petrified nº 4 se em sua opinião a cena norueguesa sofreu com a morte dele. Ele respondeu: “Bem, com Euronymous (e ultimamente Varg como seu aliado) tudo estava sob controle. Após sua morte, eu vi e ouvi coisas grotescas, com total anarquia e pessoas se acusando, etc. Depois de sua morte, a cena norueguesa mostrou algumas fraquezas.”
No ano de 2000, durante uma entrevista com o líder da banda Carpathian Forest, o entrevistador afirmou que parecia que Øystein Aarseth tinha virado uma figura completamente esquecida. Na ocasião, Nattefrost concordou, mas contestou dizendo que já fazia 7 anos de sua morte e que "90% das pessoas que estão no Black Metal agora não estavam nem pensando nisso na época, então elas não conhecem a história e a importância dele. Muita gente gosta de falar mal dele, mas eu só tenho coisas boas a falar sobre ele. Eu concordei com muitos de seus ideais, e realmente não existiria Black Metal "maligno" se não fosse por ele, ele vivia a 100% tudo sobre o que ele falava. E por causa disso outras bandas pareciam se esforçar para fazer o mesmo, e por causa da sua influência nós temos um pouco da mais emocional e obscura música já feita pelo nosso País".
Ao ser questionado sobre Euronymous, o guitarrista Tore Bratseth da banda norueguesa Old Funeral respondeu: "Ele sem dúvida foi muito dedicado ao estilo de vida do Metal e estava sempre interessado em novas bandas e apoiar todo mundo que ele considerava fiel ao espírito. Eu não tenho nada de ruim para falar dele. Ele também era um colecionador de discos como eu, então tínhamos muito sobre o que conversar".

## Religião
Euronymous era um praticante do satanismo teísta e um incentivador da violência e terrorismo de estado. Fatores que motivaram seus desejos de incitar o fanatismo religioso na Escandinávia. Ainda que não tenha usado as músicas do Mayhem para promover suas visões políticas, ele as viu como mutuamente compatível com o Black Metal - influenciado pela natureza repressiva do seu satanismo e sua intensa misantropia, características que foram evitadas por alguns e aceitas por outros músicos de Black Metal. Em suas palavras: "Satanismo vem do Cristianismo religioso e lá deve ficar. Eu sou uma pessoa religiosa e vou lutar contra aqueles que fazem uso inadequado do seu nome. As pessoas não devem acreditar em si mesmas e serem individualistas. Elas devem obedecer para serem escravas da religião".

## Underground
O underground é uma característica que sempre foi cultuada por bandas e fãs de Black Metal, entretanto ao ser questionado se o estilo deveria se manter dessa forma, Euronymous respondeu: "Eu pensava assim antes, mas mudei de ideia. A ideia de underground, de vender álbum apenas para pessoas “verdadeiras”, não ganhar dinheiro, não achar que você é melhor que seus fãs e assim por diante, tudo vem do “Hardcore”. E como diabos podemos saber quem é “verdadeiro” e quem não é, quando a maioria das pessoas que se denominam “verdadeiras” não passam de tolos normais? Bandas originais de Black Metal como Venom nunca tiveram que estar no underground para serem aceitas, então por que nós teríamos? O underground é apenas um meio de nos rebaixar e nos controlar, uma má desculpa para as bandas ruins serem igualadas às bandas boas. Aqueles que mais se chamam underground são geralmente aqueles que fazem música tão ruim que nunca terão a chance de se tornarem tão grandes. Eu acho que podemos fazer o Black Metal maior do que é agora, nós podemos ter um excelente movimento crescendo com centenas de soldados brutais espalhando tristeza, morte e maldade no mundo".
Por outro lado, Øystein Aarseth avalia ser errado as pessoas tocarem Black Metal apenas para ficarem ricas, de modo que em sua opinião elas deveriam escolher outros estilos musicais se o objetivo for esse. Assim, ele acrescenta que não se importaria em fazer sua gravadora Deathlike Silence ser grande e ganhar muito dinheiro, desde que ele não mudasse seu modo de ser e pensar. "Se houvesse um milhão de fãs de Black Metal no mundo, a maioria deles seriam tolos, mas também haveria alguns fãs verdadeiros e pessoas brutais. Quanto maior nós formos, mais poderemos manipular as pessoas a pensar como nós", conclui Øystein.

## Bandas que o homenagearam
No encarte dos seguintes discos/lançamentos há nota dedicatória a Euronymous:
- (1992) Darkthrone - A Blaze In The Northern Sky
- (1993) Dissection - The Somberlain
- (1993) Perished - In Hoc Signo Vinces
- (1994) Emperor - In the Nightside Eclipse
- (1994) Enslaved - Vikingligr Veldi
- (1994) Abigor - Verwüstung / Invoke the Dark Age (há uma foto dele)
- (1994) Perished - Through The Black Mist
- (1996) Dimmu Borgir - Stormblåst
- (1996) Gorgoroth - Antichrist
- (2001) Wurdulak - Ceremony In Flames
- (2001) Necrophagia - Cannibal Holocaust (a música Chainsaw Gutsfuck foi gravada como tributo a ele)

## Discografia
Euronymous foi guitarrista nas seguintes gravações:
| Banda          | Título                    | Gravação  | Lançamento |
| -------------- | ------------------------- | --------- | ---------- |
| Mayhem         | Pure Fucking Armageddon   | 1985      | 1985       |
| Checker Patrol | Metalion in the Park      | 1986      | 1986       |
| Mayhem         | Deathrehearsal            | 1987      | 1987       |
| Mayhem         | Deathcrush                | 1987      | 1987       |
| Mayhem         | Live in Leipzig           | 1990      | 1993       |
| Mayhem         | Dawn of the Black Hearts  | 1990      | 1995       |
| Mayhem         | Freezing Moon/Carnage     | 1990      | 1996       |
| Mayhem         | Out from the Dark         | 1991      | 1995       |
| Mayhem         | De Mysteriis Dom Sathanas | 1992–1993 | 1994       |

Euronymous foi o criador da abertura da música "Ye Entrancemperium" da banda Emperor, que a lançou em 1997 no CD Anthems To The Welkin At Dusk. A abertura dessa música foi originalmente escrita para o Mayhem, que nunca a lançou, embora esteja disponível no bootleg Ha Elm Zalag.
Ele também contribuiu com três canções do Burzum: um solo de guitarra na canção "War" e tocou gongo nas canções "Dungeons Of Darkness" e "Den Onde kysten".